# 保安團

縣保衛團旗，中華民國內政部1932年6月17日公布，旗幟靠旗桿側紅布橫寬9公分，內書寫總區甲牌團號。

保安團，在世界多國多有所設置，是一種輔助治安的武裝部隊，平時協助警察維護治安、緝私偷竊強盜殺人逮捕；戰爭時期輔助正規軍、協助後勤補給、偷襲敵人，類似游騎兵、游擊隊、民防隊、村里巡邏隊。
在中国历史上，保安團有時候是由商會、工會組織而成，或由農民組成，或由寺廟組成，或由地方武館、團練組成，其目的是為了保護附近及自家的財產、生命安全。1937年之後，各县保安团、各鄉鎮保安隊，各村莊民防武館納編入各省政府保安处或省保安司令部管轄調度。由各省政府負責籌組、訓練、調動、後勤、補給與保養。

## 在中國的歷史
在秦朝始即有保衛地方武力雛型，至宋朝始改為常駐型保甲團、壯丁團；在各朝代累積下來逐漸成為地方保家衛民的地方武力；至大清帝國時期各地已經有各式各樣保衛團；較為知名的如：
- 霍元甲、黃飛鴻興建武館、團練納入解散水師(清朝海軍)改為地方保安團。
- 清朝末年、民國初年，廣東商團商會自組保安團，向黃埔軍校炮襲。
- 張學良自成東北保安司令部自組保安團隊，後來成為東北抗日正規軍。
- 曾國藩整頓各地武館壯丁團、保安團，而組合成為湘軍、李鴻章編組成為淮軍，聯合攻擊太平天國；及至後來國民政府頒行相關法令，逐漸納入各省縣各鄉鎮的保安團隊，收編改為正規軍。

在周朝春秋戰國時期，大秦帝國商鞅變法即已成立保甲制度，兵農合一平時回歸故里從事各式各樣工作，戰時集合為軍兵。
宋代時王安石變法，改進為保衛地方保甲、壯丁團，為防衛地方鄉鎮村里竊賊盜匪。

### 中华民国大陆时期
辛亥革命后，大清帝國末代皇帝溥儀退位。1914年5月20日，北京北洋政府颁布《地方保卫团条例》，组织保卫团。保卫团由县知事任总监督，地方豪绅富商任协办，在县设团部，每户指定一人参加，以十户为一牌，十牌为一甲，五甲为一保，分设牌、甲、保长，团设团总。其职责是辅助军警维持地方治安，经费由各该地处就地筹款。此为后日保安团的前身。
1929年7月，國民政府在南京颁布《县保卫团法》，把保卫团的编制改为：每闾为一牌，每乡（镇）为一甲，每区为一区团，每县为一总团，闾、乡（镇）、区、县长分派指任各级长官，二十至四十岁男子必须参加受训，平時回鄉里各作其事，遇有警戒，臨時緊急集合，因應以保衛家鄉。
1934年，國民政府颁布的《各省保安制度改进大纲》，省政府保安处成立以后，组建各式各樣省府保安团作为警备地方的常备武装。
1936年5月，國民政府召开地方高级行政人员会议，会议中通过《裁团改警案》。中国抗日战爭全面爆发后，國軍兵力需要大量增加，各縣市保安團因兵力不足而暫緩。
1936年12月，行政院制定颁布《省保安司令部组织规程》，將各地方各式各樣保安團隊，諸如民防團、保衛團、壯丁團、保甲團、護鄉團、村里保鄉隊等等逐漸納入地方防衛與預備兵力來源。每佔領一地，進駐團級部隊，團長代理縣長，正規軍、防衛軍改為保安團即改為駐防。1944年，《省保安司令部組織條例》立法，1978年废止。

### 有關法規
- 《地方保卫团条例》
- 《县保卫团法》
- 《裁团改警案》
- 《民防團隊編組訓練演習服勤及支援軍事勤務辦法
- 《保安處組織條例》，《修正保安处暂行组织条例》，1930年代由国民政府军事委员会制定。
- 《各省保安制度改进大纲》，1934年7月，由國民政府軍事委員會委員長南昌行營公布。
- 《省保安司令部組織條例》，1944年立法，1978年废止。
- 《省保安司令部组织规程》，1947年12月，由行政院制定。